# Eugen Wehrli
Eugen Wehrli, född 17 mars 1871 i Frauenfeld, död 24 juni 1958 i Gartenstadt Münchenstein, var en schweizisk entomolog som specialiserade sig på fjärilar.
Auktorsnamnet Wehrli kan användas för Eugen Wehrli i samband med ett vetenskapligt namn inom zoologin; se Wikipedia-artiklar som länkar till auktorsnamnet.
|  | Wikispecies har information om Eugen Wehrli. |